# Мешков, Валерий Иванович
Валерий Иванович Мешков (9 августа 1945, Москва — 28 октября 2024, Москва) — советский фигурист, четырёхкратный чемпион СССР (1961, 1962, 1964, 1966) в одиночном катании, двукратный чемпион зимней Спартакиады народов СССР (1962, 1966). Заслуженный мастер спорта СССР. Первый советский фигурист-одиночник, отправленный на зимнюю Олимпиаду. Однако в соревнованиях не участвовал из-за травмы.

## Биография
В 1955 году начал заниматься фигурным катанием, на первом в СССР искусственном катке в Марьиной Роще в Москве, затем — в ДСО «Искра», СЮП, ДСО «Локомотив» и «Буревестник». Его тренерами были Лариса Новожилова и Станислав Жук.
В 1968 году окончил Государственный центральный ордена Ленина институт физической культуры (ГЦОЛИФК).
Двукратный победитель первенства СССР среди юниоров (1957 и 1959), четырёхкратный чемпион СССР (1961, 1962, 1964, 1966), двукратный серебряный призёр чемпионатов СССР (1965, 1968) и двукратный бронзовый призёр чемпионатов СССР (1963, 1967).
Двукратный победитель зимней Спартакиады народов СССР (1962 и 1966). Участник пяти чемпионатов Европы (1960, 1962, 1963, 1964, 1966). Участник четырёх чемпионатов мира (1962, 1963, 1964, 1966). Победитель международной Универсиады (1964). Победитель и призёр многих соревнований.
В 1964 году стал первым фигуристом из СССР, направленным на IX Олимпийские игры в Инсбрук (Австрия), однако во время плановой тренировки на олимпийской арене «Айс-стадион» получил травму и по рекомендации тренера сборной СССР Татьяны Толмачёвой в Олимпиаде не участвовал.
В 1984 году окончил Государственный институт театрального искусства (ГИТИС).
После завершения спортивной карьеры был директором — художественным руководителем аттракциона «Цирк на льду» (Москва, 1988—1989).
Артист, воздушный гимнаст художественно-спортивных программ «Балет на льду» и «Цирк на льду».
На протяжении долгого времени работал детским тренером по фигурному катанию на коньках в ДС «Сокольники».
28 октября 2024 года было объявлено о смерти Мешкова.

## Результаты
| Соревнования/Сезоны             | 1959-60 | 1960-61 | 1961-62 | 1962-63 | 1963-64 | 1964-65 | 1965-66 | 1966-67 | 1967-68 |
| ------------------------------- | ------- | ------- | ------- | ------- | ------- | ------- | ------- | ------- | ------- |
| Зимние Олимпиады                |         |         |         |         | WD      |         |         |         |         |
| Чемпионаты мира                 |         |         | 14      | 16      | 15      |         | 17      |         |         |
| Чемпионаты Европы               | 19      |         | 10      | 7       | WD      |         | 11      |         |         |
| Чемпионаты СССР                 | 4       | 1       | 1       | 3       | 1       | 2       | 1       |         | 2       |
| Универсиады                     |         |         |         |         | 3       |         |         |         |         |
| Зимняя Спартакиада народов СССР |         |         | 1       |         |         |         | 1       |         |         |

- WD=Снялся с соревнований